# Editorial Calambac
L'editorial Calambac és una editorial alemanya de ficció, poesia, assaig i literatura gràfica fundada el 2011 i amb seu a Niederstetten.

## Història
L'editora Elena Moreno Sobrino, originària de Madrid, va estudiar filosofia, llengua i literatura alemanyes, filologia romànica i traducció a les universitats de Berlín, Saarbrücken, Valladolid i París. Al cap de nombrosos anys a la docència i dedicada a la traducció i interpretació, va fundar l'editorial Calambac, inicialment amb seu a Saarbrücken, abans de mudar-se a l'edifici històric de l'ajuntament de Rinderfeld a Niederstetten, el novembre de 2023.

## Nom i signatura
La paraula francesa Calambac, també anomenada Calambour, designa la fusta d'agar, àloe o Fusta dels Déus, la fragància dels quals deriva d'un procés de descomposició. El seu homòfon francès Calembour significa artifici lingüístic. Basant-se en aquest joc de paraules, la idea principal subjacent al nom de l'editorial és la distribució de literatura «ben envellida» que ha desenvolupat la seva qualitat gràcies a un procés de maduració.
El logotip de l'editorial va ser dissenyat amb una impressió gràfica de Charles Francis Annesley Voysey.

## Programa de publicació
L'editorial va ser fundada amb la intenció de publicar textos d'autors reconeguts des de l'Edat Mitjana fins a mitjans del segle XX i enriquir-los gràficament. Amb aquest esperit, es pretén tornar «a la vida literària» obres oblidades i injustament relegades i fer-les accessibles a un públic lector.

### Calambac Clàssica
La col·lecció Classica és la més recent de l'editorial, on s'inclouen noves antologies, poemes, novel·les i relats escollits d'autors com Robert Musil, Emmy Ball-Hennings, Ludwig Rubiner, Elisabeth Janstein i molts altres.

### Calambac Bilingua
La col·lecció Calambac Bilingua publica textos en dues llengües d'escriptores poc conegudes als països germanòfons, com Florència Pinar, Constance Fenimore Woolson, Comtessa de Ségur o Violet Paget, entre d'altres, però també d'assagistes com Ernest Renan, Paul Gsell i molts autors reconeguts.

### Calambac Trilingua
La col·lecció Trilingua de Calambac presenta lectures en tres idiomes, confrontant-ne la versió original amb l'alemany i una tercera llengua, predominantment el francès, l'anglès i l'espanyol. Autors acabats de descobrir fora dels seus països, com la francesa Amable Tastu, es presenten per primera vegada al lector en traducció alemanya. Escriptors consagrats com Germaine de Staël i H.G. Wells, entre altres, són publicats en edicions revisades.

### Calambac Grafica
Els poemes il·lustrats publicats a la col·lecció Calambac Gráfica són el vaixell insígnia de l'editorial. Partint de la poesia expressionista d'Hugo Ball, la col·lecció inclou ara una exquisida sèrie de haikus. En ella es poden trobar poetes com Sugita Hisajo i poetes com Masaoka Shiki, Yosa Buson o Kobayashi Issa. El concepte creatiu editorial, en què cada vers s'interpreta gràficament, es coneix com a Graphic Lyric o Graphic Lyric Poetry.

## Diversos
L'editorial Calambac és l'editorial convidada d'Alemanya al Saló del Llibre de Luxemburg des del 2018.
L'editorial organitza regularment lectures en alemany i francès juntament amb el comerç de llibres alemany i francès.